# Eugène Calinaud
Eugène Calinaud, né le 30 décembre 1843 à Paris où il est mort le 25 janvier 1907, est un architecte français ayant principalement exercé à Paris et ses alentours.

## Biographie
Eugène Mathurin Calinaud naît le 30 décembre 1843. Il entre à l’École des beaux-arts en 1865 et devient l’élève d’Émile Vaudremer sous la direction duquel il assiste aux travaux de l’église de Montrouge. Médaillé à diverses occasions, il remporte de nombreux succès dans les concours publics. Il remporte ainsi le 1er prix du concours pour l’hôtel de ville de Vincennes dont il dessine finalement les plans. Il accomplit par la suite de nombreuses constructions à Paris et sa banlieue proche. Attaché au service de cette Ville, il en devient architecte honoraire. Il décède vers le début de l’année 1907.

## Distinctions
- Médaille à l’Exposition universelle de 1889[2]
- Médaille au Salon de 1881[2]
- Médaille au Salon de 1886[2]